# Língua crioula de Cayo Rama
A língua crioula de Cayo Rama é uma língua crioula falada na pequena ilha de Cayo Rama, no leste da Nicarágua. A língua é baseada na língua crioula da Costa dos Mosquitos, com elementos adicionais do rama, uma língua chibchana, e alguns elementos de inglês falado com um certo sotaque alemão. Conjectura-se que a crioulização da língua tenha acontecido por influência de missionários da Morávia, que, embora tivessem o alemão como língua nativa, pregavam em inglês, o que teria encorajado a população de língua Rama a adotar a língua inglesa. Em 1989, foram registrados 630 falantes do crioulo de Cayo Rama.